# Charles Best
Charles Herbert Best (West Pembroke, Maine, Estados Unidos, 27 de febrero de 1899 - Toronto, Canadá, 31 de marzo de 1978) fue un médico canadiense. Descubrió la insulina junto a Frederick Banting.

## Biografía
Hijo de padres canadienses, Best estudió fisiología y bioquímica en la Universidad de Toronto. 
Se encontraba realizando una pasantía de verano con el grupo de investigación de Frederick Banting sobre el funcionamiento del páncreas cuando el médico y profesor John James Rickard Macleod intuyó el alcance del proyecto. En ese momento, amplió el equipo y la financiación hasta que lograron identificar la insulina y verificar sus propiedades en ensayos con perros diabéticos. Cuando Banting recibió el Premio Nobel de Fisiología o Medicina de 1923 por este descubrimiento, compartió con Best la mitad del premio en reconocimiento a su participación.
Best llevó a cabo su postdoctorado en Inglaterra. Cuando Macleod se retiró de la cátedra de fisiología de la Universidad de Toronto, Best fue designado en el puesto (1929), llegando a ser en 1941 director de su departamento de investigación médica, que recibió el nombre de Banting and Best. 
Durante la Segunda Guerra Mundial, Best influyó en la creación de un programa canadiense para el almacenamiento y utilización de suero sanguíneo desecado. Sus líneas de investigación posteriores trataron acerca de la colina, la heparina y la histaminasa, así como sobre el metabolismo de los carbohidratos. Es el coautor, junto con Banting, del difundido libro de texto sobre fisiología Internal Secretions of the Pancreas (1922).
Años más tarde, Best colaboró con la OMS en carácter de asesor de su comité de investigación médica.